# Black Swans and Wormhole Wizards
Black Swans and Wormhole Wizards è il tredicesimo album in studio di Joe Satriani da solista, distribuito a partire dal 5 ottobre 2010.
Prima dell'uscita del disco è stato pubblicato il singolo in anteprima Light Years Away, di cui è stato pubblicato un video musicale il 18 novembre 2010.

## Tracce
1. Premonition – 3:53
2. Dream Song – 4:49
3. Pyrrhic Victoria – 5:09
4. Light Years Away – 6:11
5. Solitude – 0:58
6. Littleworth Lane – 3:46
7. The Golden Room – 5:20
8. Two Sides To Every Story – 4:10
9. Wormhole Wizards – 6:27
10. Wind In The Trees – 7:43
11. God Is Crying – 4:53

### Bonus track
Due bonus track sono incluse nella versione deluxe dell'album oppure acquistabili da Napster.
- Heartbeats - 3:25
- Longing - 3:55

## Formazione
- Joe Satriani - chitarra
- Mike Keneally - tastiere
- Allen Whitman - basso
- Jeff Campitelli - batteria